# Chevrolet Corvette C5
La Chevrolet Corvette C5 è una autovettura sportiva, quinta generazione dell'omonimo modello, prodotta dalla General Motors con il marchio Chevrolet a partire dal gennaio 1997 al 2004.

## Storia

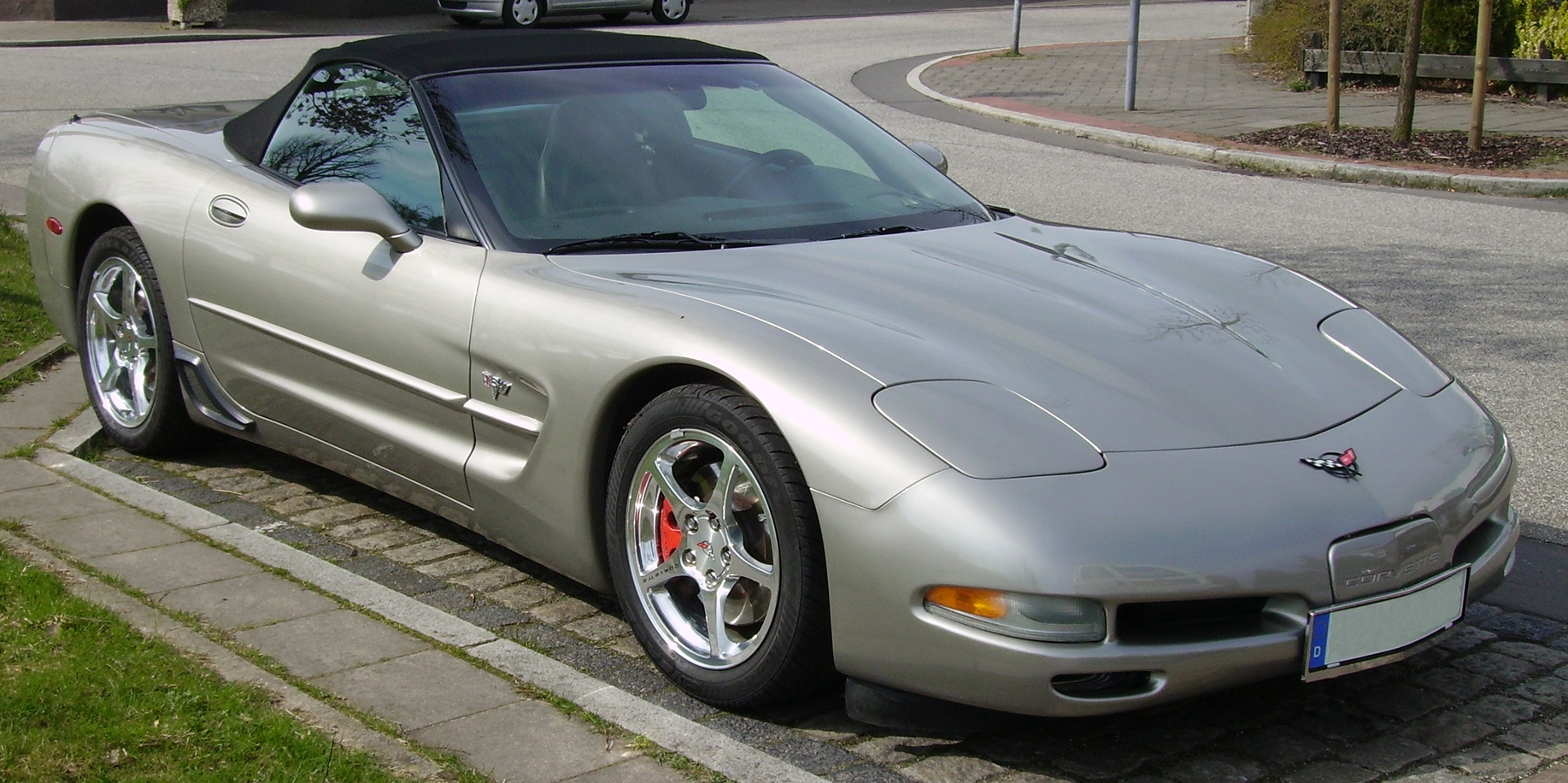
Una Chevrolet Corvette C5 Cabriolet

La quinta generazione della Corvette venne presentata nel 1997 al Salone dell'automobile di Detroit e si concluse con il Model Year 2004. La C5 era un progetto radicalmente rivisto rispetto alle generazione precedente. Caratteristiche salienti di questa generazione sono il telaio ottenuto con nuove tecnologie e la trasmissione transaxle spostata nella parte posteriore della vettura, la quale costituiva un blocco unico con il differenziale, nonché le nuove sospensioni con molle a balestra in composito, più leggere e montate più in basso rispetto alle classiche molle elicoidali. Come trasmissione automatica venne scelta quella delle serie precedenti, la 4L60E, mentre per la trasmissione manuale venne scelta la T56 prodotta dalla Borg-Warner. Il risultato fu il miglior telaio delle ultime due generazioni della Corvette e la C5 si dimostrò una vettura migliore sotto ogni aspetto rispetto alla C4.
Terminata la produzione il 2 luglio 2004, la C5 è stata sia l'ultima generazione della Corvette, sia insieme alla Lotus Esprit (l'ultima Esprit uscì dalla linea di produzione il 20 febbraio 2004), l'ultima vettura in assoluto di serie omologati ad uso stradale a utilizzare i fari a scomparsa.

## Versioni speciali

### Z06

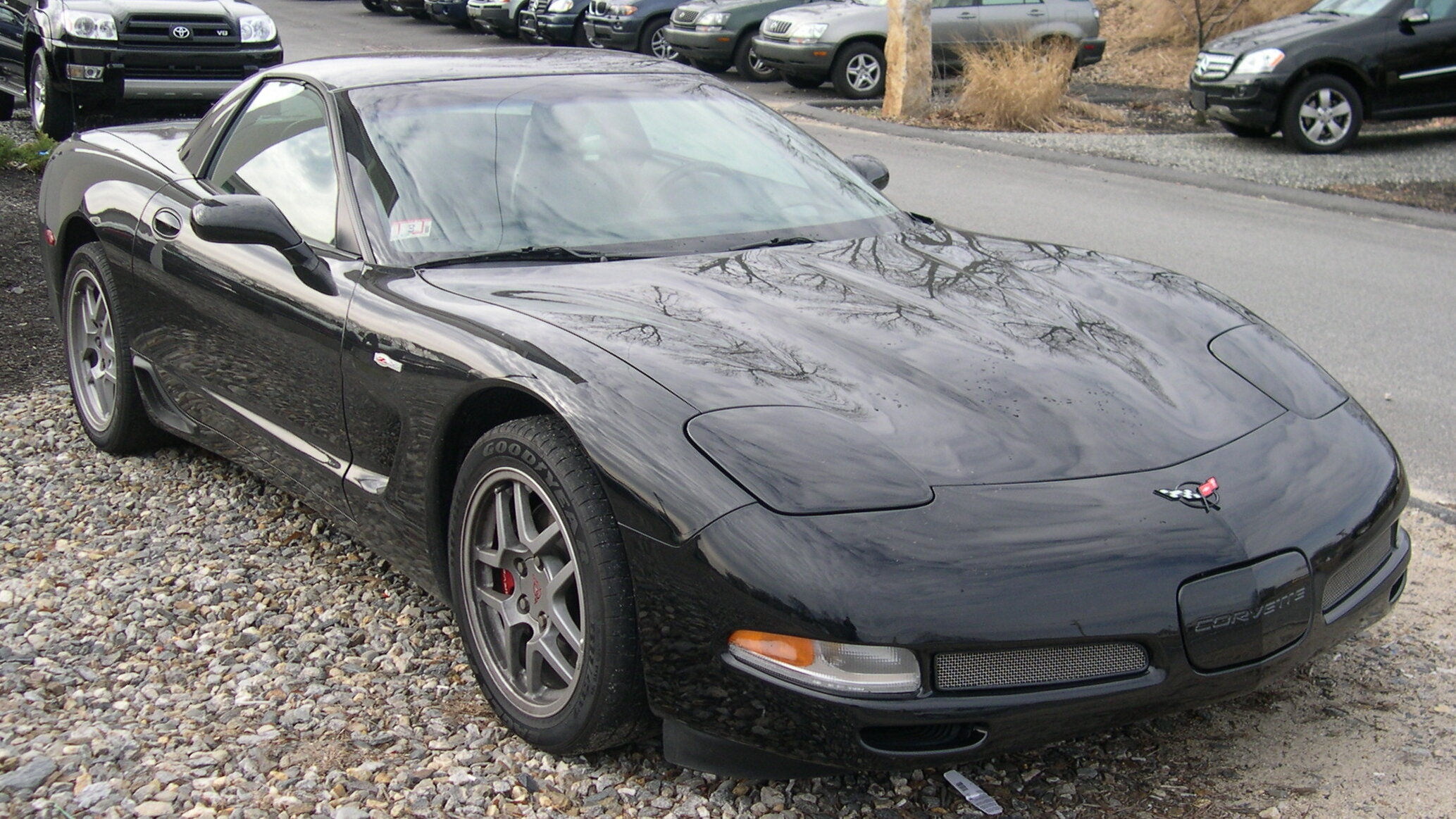
Corvette C5 Z06

La Z06 sostituì la ZR-1. Il nome di questa versione era ripreso dalla omonima Z06 prodotta durante la generazione C2 degli anni sessanta. Come motore venne utilizzata una versione migliorata e più potente, denominata LS6, del motore LS1 standard. La potenza sviluppata da questa unità era di 385 hp (287 kW) ed era leggermente inferiore a quella del propulsore della ZR-1. Nonostante questo però la Z06 si dimostrò più leggera e scattante della ZR-1, che la superava solo nella velocità massima. Vennero montate ruote più larghe, migliorate le sospensioni, prese d'aria per i freni e una nuova trasmissione manuale. Rispetto alla C5 standard la Z06 era più leggera di 48 kg (106 lb). Questo guadagno di peso era stato ottenuto montando tubi di scappamento in titanio e una batteria più leggera. 
Dal 2002 la potenza della Z06 salì a 405 hp (302 kW) grazie a modifiche di dettaglio del motore. Ne venne realizzata anche una versione sovralimentata che era dotata di un cofano in carbonio e di ammortizzatori migliorati. La velocità massima dichiarata è di 295 km/h.

### 50th Anniversary

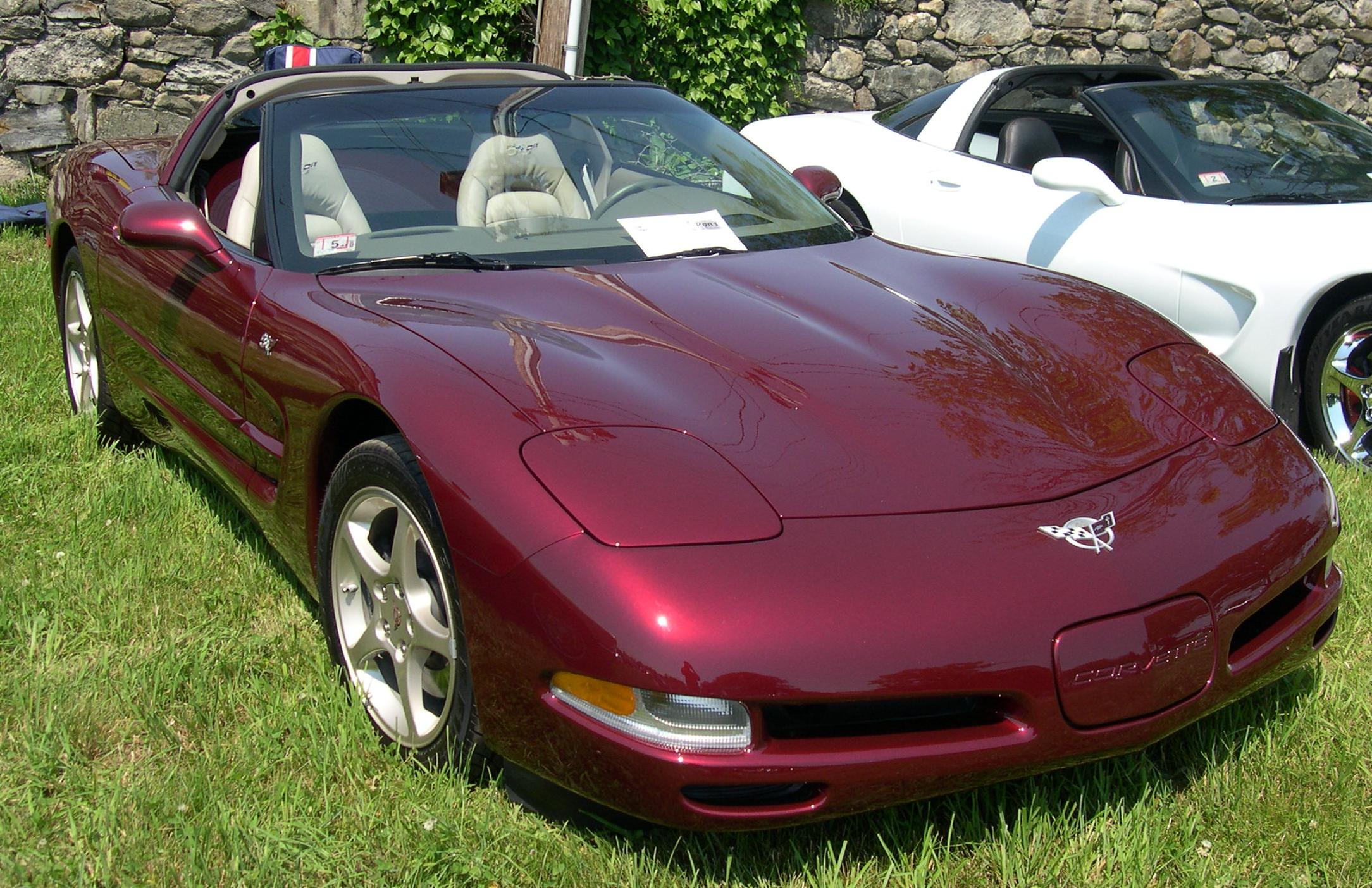
La 50th Anniversary

Per festeggiare i 50 anni di produzione della Corvette venne realizzata una versione speciale appunto denominata 50th Anniversary. Era disponibile con carrozzeria sia coupé che cabriolet. Il solo colore disponibile per la carrozzeria era il rosso metallizzato con i sedili in pelle in due colori. Anche i cerchi erano speciali, in alluminio, inoltre erano stati realizzati uno stemma e delle rifiniture esclusivi per questo modello. Il motore utilizzato era la versione LS1 e rimanevano disponibili tutti gli optional presenti nella gamma della Corvette. Raggiungeva i 246 km/h.

### White Shark
Nel 2002 venne creata la versione ad alte prestazioni denominata White Shark. Presentata presso il SEMA di Las Vegas del 2002, la vettura era equipaggiata con un propulsore LZ1 da 512 CV con 701 Nm di coppia gestito da un cambio automatico a quattro rapporti. La carrozzeria era in fibra di vetro ed avvolgeva un telaio in acciaio, mentre l'impianto frenante era costituito da quattro freni a disco.

### Moray Italdesign Coupe

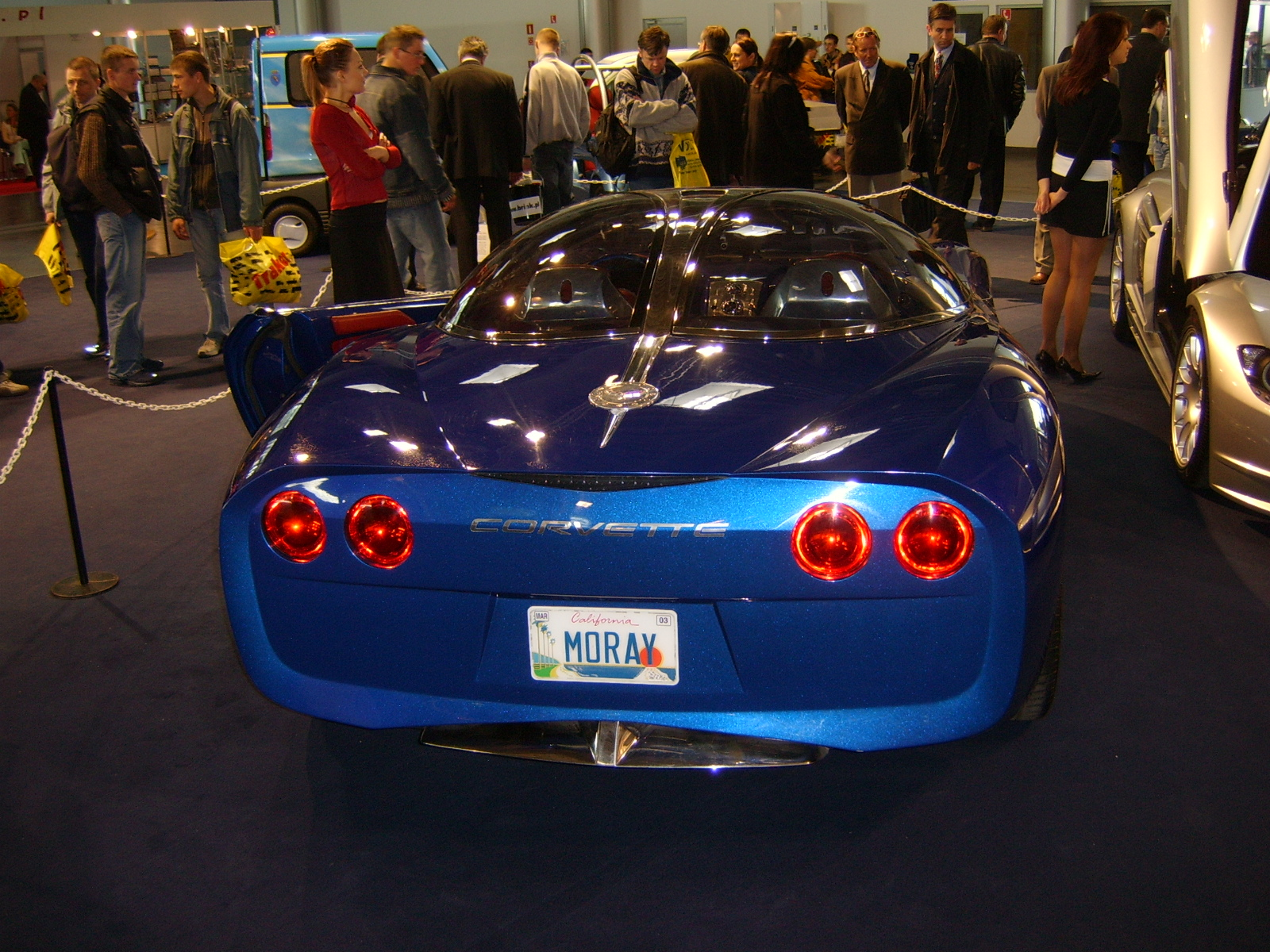
La Chevrolet Corvette Moray

Presso il salone automobilistico di Ginevra del 2003, la Italdesign presentò la Chevrolet Corvette Moray, modello speciale che commemorava i cinquanta anni di produzione della vettura statunitense. La meccanica era analoga a quella impiegata sulla C5, mentre il design venne curato da Giorgetto e Fabrizio Giugiaro.

## Attività sportiva

### C5.R

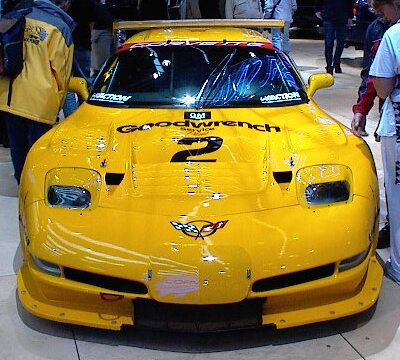
Una Chevrolet Corvette C5-R

La C5.R era la versione da competizione di questa generazione e venne realizzata dalla Pratt & Miller per conto della GM Racing. La base era costituita dalla C5 stradale ma la -R aveva un interasse maggiore e una carrozzeria senza fari a scomparsa. Il motore era il 7 L V8.

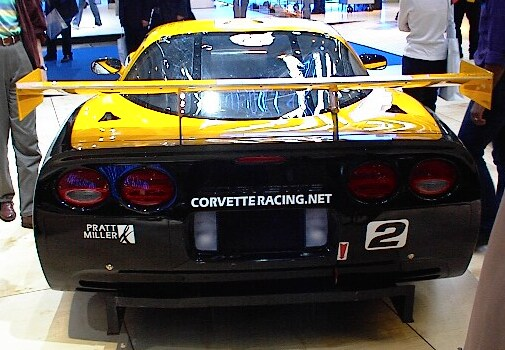
Vista posteriore

La vettura ha preso parte a competizioni quali la 24 ore di Le Mans e la ALMS, inserita nella classe GTS.
Nel 2001 ha dominato vincendo 8 gare su 10 tra le quali la vittoria alla 24 ore di Daytona e ottenendo, sempre nella classe GTS, i primi due posti alla gara di Le Mans. L'anno successivo la C5.R riconquistò il primo e il secondo posto a Le Mans nella propria classe dominando anche nella ALMS. In questo periodo venne utilizzata una trasmissione nella quale differenziale e trasmissione erano separati.
Nel 2003 furono introdotte delle nuove norme che limitavano, nel tentativo di ridurre la velocità, del 10 per cento la potenza dei motori. Nonostante questo la Corvette vinse nella gara di esordio a Sebring e conquistò nuovamente il campionato ottenendo alla fine un totale di 8 vittorie. Per festeggiare i 50 anni della vettura la colorazione delle auto passò da quella completamente gialla a una verniciatura rossa-bianca-blu.
Nel 2004 si aggiunse una nuova vittoria nella classe GTS alla 24 ore di Le Mans mentre nel 2005 la C5.R vinse solo nelle gare di Imola e di Zhuhai conquistando diversi podi nelle altre gare. Con la C5.R il team Pacific Coast Racing ottenne nella ALMS alcuni podi alle spalle della C6.R ufficiale.

## Veicoli derivati

### Callaway C12
Il preparatore Callaway realizzò nel 1999 una propria versione della C5, e cioè la C12. La meccanica della vettura è un'elaborazione della versione base, con il propulsore tipo LS1 potenziato a 439 CV. Tale motore è abbinato a un cambio manuale a 6 rapporti. Le sospensioni sono state ridefinite per adattarsi al nuovo assetto, mentre il diametro degli pneumatici è passato a 19 pollici, misura essenziale per ospitare i freni forniti dalla Alcon.

### Hot Wheels Darth Vader
Impiegando come base una Chevrolet Corvette C5 dotata di un propulsore V8 da 526 CV, l'azienda Hot Wheels, in collaborazione con la Picture Cars Warehouse, ha realizzato per il San Diego Comic-Con una one-off ispirata al personaggio di Dart Fener della saga cinematografica di Star Wars.

## Impiego in polizia

### Bloomfield Hills Police Car
Il dipartimento di polizia della cittadina statunitense di Bloomfield Hills incamera nel proprio parco vetture una Chevrolet Corvette C5 aggiornata con tutte le componenti in dotazione alle autopattuglie tradizionali.

## Riconoscimenti
- North American Car of the Year 1998[8]